# 蛛甲科

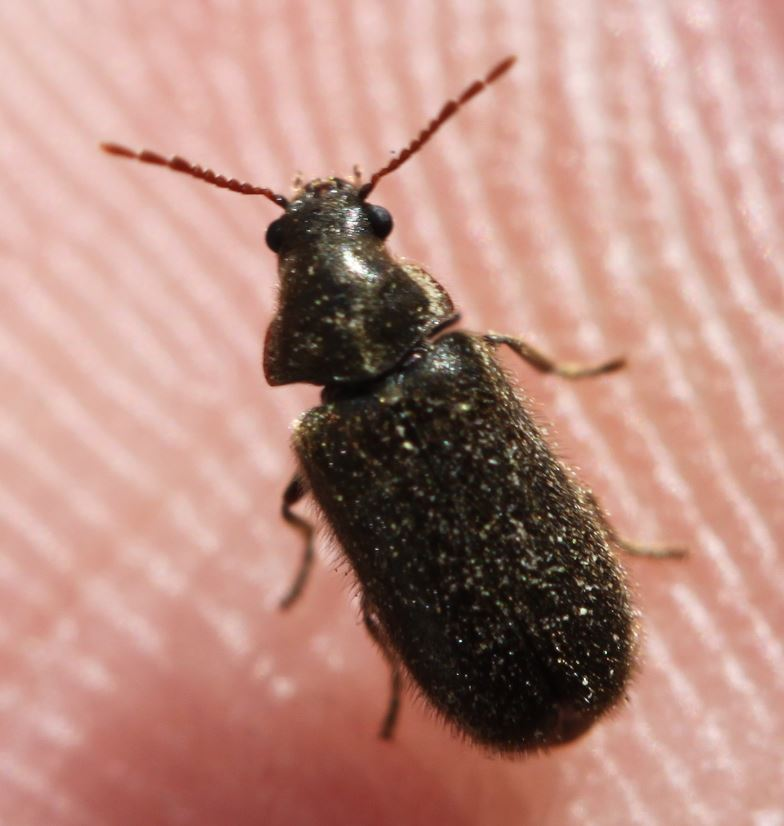
Xestobium plumbeum

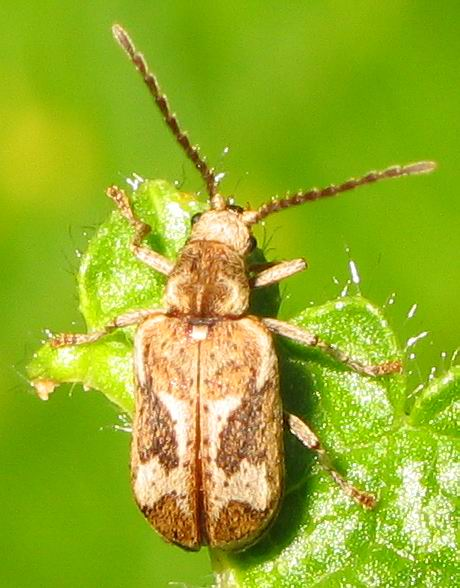
Hedobia imperialis, Fan-bearing wood borer

蛛甲科（學名：Ptinidae）又稱標本甲科或標本蟲科，是鞘翅目多食亞目長蠹蟲總科昆蟲的一個科，目前包括至少220個屬、2200個已描述的物種，分布於全世界。
蛛甲科得名於其物種的形態酷似蜘蛛：有些物種的腿很長，還有着與蜘蛛體型相似的身體，再加上一對觸角就好像另外的一對腳似的。
在整個長蠹蟲總科之下，本科與長蠹蟲科（Bostrichidae）及竊蠹科（Anobiidae）是整個總科的三個主要群組，而且外型相似。所以過往的分類在這三大群組間的關係經常變動：有時被合併成為一整個大科，又或將竊蠹科合併至蛛甲科，或者將蛛甲科合併至竊蠹科。較近期的分類把竊蠹科安排成為蛛甲科之下的一個亞科。

## 外部連結
- 維基物種上的相關：蛛甲科